# 孝顕王后
孝顕王后 金氏（こうけんおうこう きんし、ヒョヒョンワンフ キムシ、朝: 효현왕후 김씨、1828年4月27日（陰暦3月14日） - 1843年10月18日（陰暦8月25日））は、李氏朝鮮の第24代国王憲宗の正室。本貫は安東金氏。諡号は端聖粋元敬恵靖順孝顕王后。大韓帝国により孝顕成皇后と追尊された。

## 生涯
- 1827年、安国洞外邸にて永興府院君金祖根と漢城府夫人漢山李氏のあいだの娘として、誕生。
- 1837年、10歳で憲宗と婚姻し、王妃に冊封される。彼女が王妃に冊封された経緯には、純元王后（憲宗の祖母）が関わっていた。一族の権力と外戚としての地位向上のためであった。
- 1843年、昌徳宮大造殿にて16歳の若さで、薨去。憲宗とのあいだに子を儲けられなかった。御陵は景陵。
- 1908年、憲宗が「憲宗成皇帝」と追尊されたことに伴い、「成皇后」と追尊された。

## 人物
純祖の妃である純元王后、哲宗の妃である哲仁王后とは自身の遠縁にあたる。自身は早世しているため、実家の権力に関わりはなかった。

## 家族
- 祖父: 金芝淳
- 父: 永興府院君 孝簡公 金祖根（朝鮮語版）（1793年-1844年）
- 母: 韓城府夫人 韓山李氏（生没年不詳）
- 夫: 憲宗
  - 子: なし